# リード (楽器)

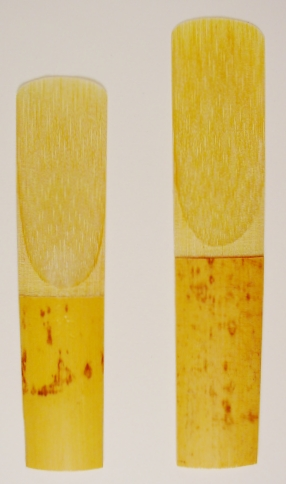
アルトおよびテナーサクソフォーンのリード

リード は、楽器に用いられる薄片をいい、振動して音源となる。簧（した）ともいう。語源は、葦（reed）であり、今日の木管楽器のリードはその一種であるArundo donax、和名ダンチク（暖竹、葮竹、葦竹（よしたけ））製であることが多い。フリーリード（後述）は金属やプラスチックで作られることが多い。また、薄片を用いない空気の渦流や、唇の振動を用いる振動気柱もリードと称することがある。

## リードの種類

### シングルリード
単簧（たんこう）、一枚リードとも呼ばれる。一枚の薄片が振動する形式で、クラリネットとサクスフォンに用いられる。メーカとしてVandoren、Schopp、 リコ（2014年にD'Addario WOODWINDSにブランド名変更）、日本で唯一、自動切削機で葦のリードを製造するマーマデューク・ミュージック、日本製のフォレストーン等がある。葦またはプラスチック製のものがほとんどだが、日本では、マーマデューク・ミュージックが、フランスのリゴッティ社の原材料を使用して葦のリードを制作している。日本のメーカーであるフォレストーンのリードは竹材パルプのセルロース繊維と強化ポリプロピレン樹脂から出来ている。樹脂製のレジェールリードも近年人気がある。フランスのヴァール地方で採れた葦が最上とされる。
同じ楽器を用いても、リードによって音や演奏スタイルが変わる。そのためリードの選定は演奏者に任される。例えばリードの「硬さ」に対する好みである。これは音の明瞭さや音量の出しやすさに関係する。良いリードは鳴らし込むと音が軽くなり、悪いリードは最初こそ良い音がしてもすぐダメになる。
（以下未訳）

### ダブルリード

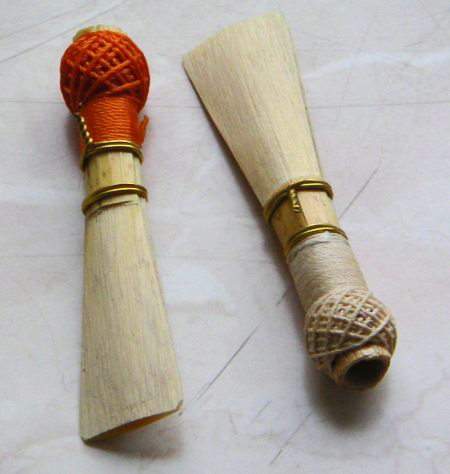
ファゴットのダブルリード

複簧（ふくこう）、二枚リードとも呼ばれる。二枚の薄片を重ねて用いる。ダブルリードの音はシングルリードの音と大きく異なる。ファゴット、オーボエ、バグパイプ、コーラングレ、アウロス、ある種のオルガンに用いられる。オーボエは鼻にかかった音がし、ファゴットにも独自の音がある。日本の伝統楽器である篳篥にも用いられる。詳細はダブルリード参照。

### エアリード
ノンリード、無簧（むこう）とも呼ばれる。薄片を用いず、空気を絞りビーム状にしてエッジに当て振動させる。リコーダーやオカリナのように歌口からエッジ部分までが整形されている（ウィンドウェイあるいはフィップルを持つ）もの、フルートや尺八、篠笛、龍笛などのように奏者の口許の形状（アンブシュア）でビームを作るものがある。後者のタイプの楽器は前者のタイプと比べて単に音を出すだけでも熟練を要する一方で、ビームの形状、角度に対して奏者がコントロールできる幅が広いため、前者のタイプより音量・音色・音高・音域の幅が広い。コンサートホール・劇場・屋外向きの楽器と言える。一方、前者のタイプは初心者でも容易に音が出せ、素朴で暖かい音色を持つため、手軽に始められ合奏が楽しめる楽器として魅力が見直されつつある。
また、シングルリード・ダブルリード・フリーリード楽器と比べて発音部の構造が単純なので、部品交換の必要が無く（または少なくて済む）、調整・手入れが簡単という利点もある。

### リップリード
唇簧（しんこう）とも呼ばれる。薄片を用いず、上下の唇を振動させそれによって生ずる空気の振動を音源とする。またリップリードを音源とする管楽器は金管楽器と称される。

### フリーリード

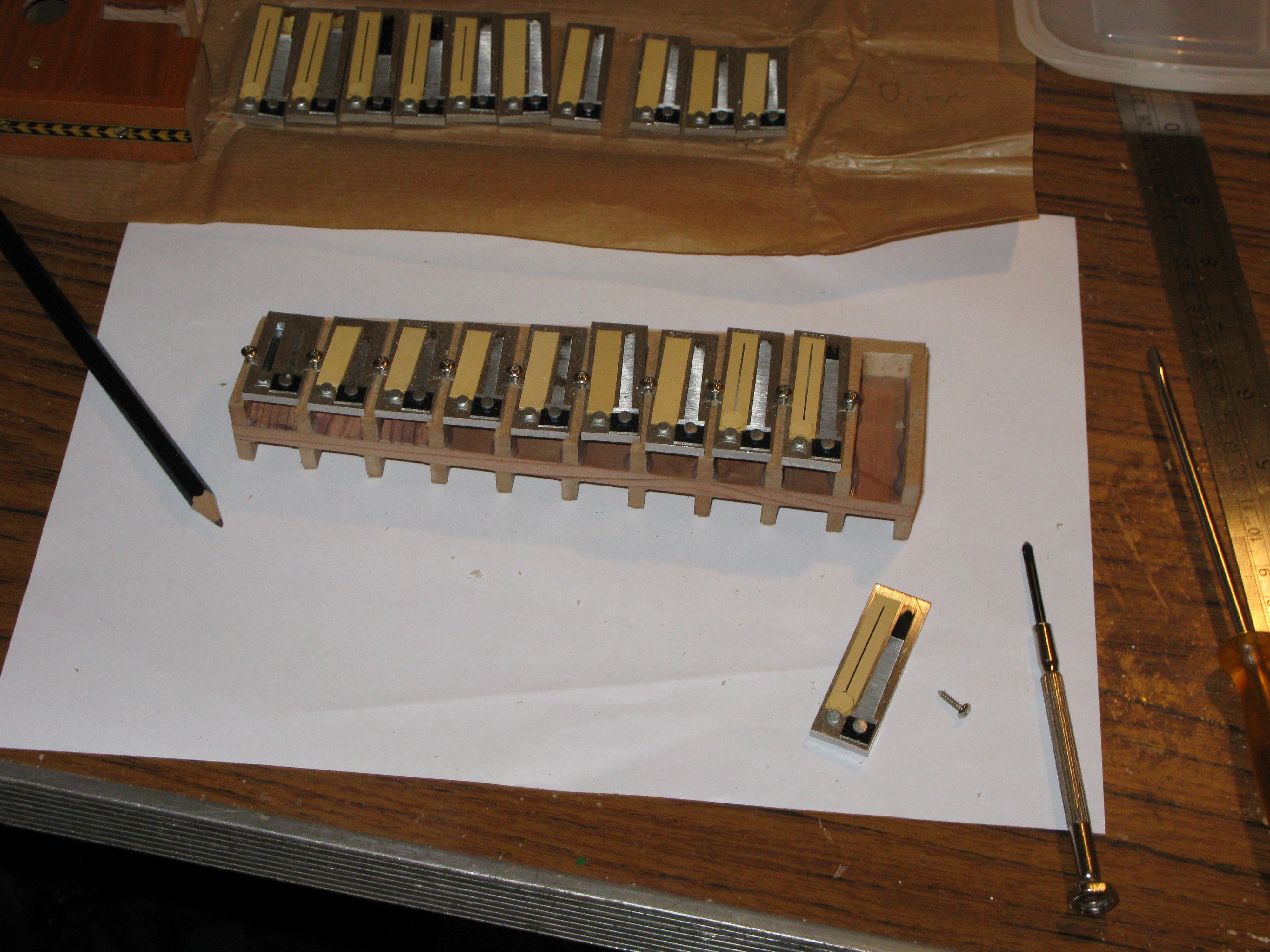
アコーディオンのフリーリードの部品

自由簧（じゆうこう）、自由リードとも呼ばれる。笙、ハーモニカ、鍵盤ハーモニカ、アコーディオン、コンサーティーナ、リードオルガンなどのように、枠の中で薄片が自由に振動するもの。共鳴管ではなくリードの長さ・厚さ等を調整して調律する。リードの物理的性状で音程と音色が決まるので、旋律を演奏するには多数のリード（あるいはリード入りの管）を複数並べて用意しておく必要がある。演奏者は息を吹き込む穴をずらしたり（ハーモニカ）、鍵盤を押さえたり（鍵盤ハーモニカ、オルガン）、指孔をふさぐ（笙）ことによって、出したい音のリード（管）だけに空気を送る。

## 主なリードの製造会社

### クラリネット、サクソフォーン
- バンドーレン（英語版）
- D'Addario Woodwinds (旧・リコ)
- フォレストーン[注釈 1]
- レジェール[注釈 2]
- シルバースタイン[注釈 3]
- ゴンザレス[注釈 4]

### オーボエ、ファゴット
- バンドーレン
- レジェール
- シルバースタイン
- ゴンザレス
- ミヒャエル・ウンチ
- ManDoubleReedProducts[注釈 5]